# Maxime Kovalevsky
Pour les articles homonymes, voir Kovalevsky.
Pour le juriste, voir Maxime Kovalevski.
Maxime Kovalevsky est un compositeur liturgiste orthodoxe, historien, musicologue et mathématicien russe naturalisé français, né à Saint-Pétersbourg le 30 août 1903 et mort le 13 juin 1988.

## Biographie
Séparé d'Irène Kedroff, il avait ensuite épousé Madeleine Coblentz.

## Publications
- Le Livre des couronnes, ECOF, 1977 (BNF 39745183).
- Retrouver la source oubliée. Paroles d'un homme qui chante Dieu. Ed. Présence Orthodoxe, 1984.

## Témoignages
- Maxime Kovalevsky fut, selon Nicolas Lossky, « le meilleur compositeur de chant liturgique au XXe siècle (…) Il a laissé une œuvre tout à fait considérable et exceptionnelle de qualité, tant liturgique que musicale et la théologie lui était naturelle ».(Essai sur une théologie de la musique liturgique, Cerf, 2003, p. 95)